# Região Metropolitana de Caetés
A Região Metropolitana de Caetés é uma região metropolitana brasileira no estado de Alagoas, no Nordeste do país, instituída pela Lei nº 35, de 26 de julho de 2012, que compreende os municípios de Campo Alegre, Coruripe, São Miguel dos Campos e Teotônio Vilela.
A Lei nº 48, de 11 de junho de 2019, excluiu o município de Roteiro e a região metropolitana caiu de cinco para quatro municípios.